# 산트 판로이
산트 판로이(네덜란드어: Sand Van Roy, 1990년 ~ )는 네덜란드와 벨기에의 배우이다. 영화 《발레리안: 천 개 행성의 도시》에 출연하였다.

## 출연 작품
- 2017 발레리안: 천 개 행성의 도시 - 제시카 래빗 역